# Edith Simon
Edith Simon (* 24. August 1961 in Wien) ist eine ehemalige österreichische Judoka. Sie trägt den 4. Dan.

## Biografie
Edith Simon startete für den JGV Schuh Ski. 1980 gewann sie in New York City bei der erstmals für Frauen ausgetragenen Weltmeisterschaft den Titel in der Klasse bis 66 kg. Nach dem dritten Rang bei der Europameisterschaft 1981 wurde sie 1982 Doppel-Europameisterin, als sie sowohl in ihrer Gewichtsklasse bis 66 kg als auch in der Allkategorie den Titel gewann. Durch eine Kreuzbandverletzung blieb dies ihr letzter Wettkampf.

## Erfolge
- 1. Rang Weltmeisterschaft 1980 New York bis 66 kg
- 1. Rang Europameisterschaft 1982 Oslo bis 66 kg
- 1. Rang Europameisterschaft 1982 Oslo Allkategorie
- 3. Rang Europameisterschaft 1981 Madrid bis 66 kg
- Österreichische Meisterin[3]

## Auszeichnungen
- 2018: Ehrenmitglied des Judo Landesverbands Wien[2]